# Łąki Ostrówieckie
Łąki Ostrówieckie este o arie protejată (sit de importanță comunitară — SCI) din Polonia întinsă pe o suprafață de 954,58 ha, integral pe uscat.

## Localizare
Centrul sitului Łąki Ostrówieckie este situat la coordonatele 52°02′09″N 21°15′21″E / 52.0359°N 21.2559°E.

## Înființare
Situl Łąki Ostrówieckie a fost declarat sit de importanță comunitară în octombrie 2009 pentru a proteja 7 specii de animale.

## Biodiversitate
Situată în ecoregiunea continentală, aria protejată conține 6 habitate naturale: Lacuri eutrofice naturale cu vegetație de tip Magnopotamion sau Hydrocharition, Pajiști cu Molinia pe soluri calcaroase, turboase sau argilos-nămoloase (Molinion caeruleae), Liziere de ierburi înalte hidrofile de câmpie și de nivel montan până la alpin, Fânețe de joasă altitudine (Alopecurus pratensis, Sanguisorba officinalis), Păduri de stejar și carpen Galio-Carpinetum, Păduri aluvionare cu Alnus glutinosa și Fraxinus excelsior (Alno-Padion, Alnion incanae, Salicion albae).
La baza desemnării sitului se află mai multe specii protejate:
- amfibieni (1): buhai de baltă cu burta roșie (Bombina bombina)
- mamifere (1): castor (Castor fiber)
- nevertebrate (5): fluturele purpuriu (Lycaena dispar), Osmoderma eremita, Phengaris teleius, Vertigo angustior, Vertigo moulinsiana